# 溝口琢矢
溝口琢矢（1995年5月9日—），日本男演员，Amuse事務所旗下藝人。東京都出身。

## 演出作品

### 電視劇
- 水曜ミステリー9 港町人情ナース2〜伊豆温泉リゾート殺人事件〜（2007年8月，東京電視台）- 飾演 三沢祐樹
- First Kiss 第3話（2007年、富士電視台）
- 未來講師 第2話（2008年1月、朝日電視台）- 飾演 山内雅也
- いのちのいろえんぴつ（2008年3月、朝日電視台）- 飾演 川越真二
- 學校學不到的事 第5話、第7話（2008年7月、日本電視台）- 飾演 見城良太
- 天地人（2009年、NHK） - 飾演 長尾喜平次（上杉景勝兒時）
- 假面騎士DECADE（2009年、朝日電視台）- 飾演 野上良太郎
- 相棒 Season 9 第13話（2011年1月、朝日電視台）- 飾演 藤吉祐太
- 假面騎士Ghost（2015-2016年、朝日電視台）- 飾演 八王子涉谷
- 假面騎士ZI-O 第13-14話（2018年、朝日電視台）- 飾演 八王子涉谷

### 電影
- 劇場版 假面騎士電王 老子，誕生！（2007年8月、東映）- 飾演 過去的野上良太郎(小太郎)
- スキヤキ・ウエスタン ジャンゴ（2007年、ソニー・ピクチャーズ）
- 斬~KILL~ 『こども侍。』（2008年12月、ジェネオンエンタテインメント）- 主演・飾演 龍太郎
- 劇場版 超・仮面ライダー電王&ディケイド NEOジェネレーションズ 鬼ヶ島の戦艦（2009年5月、東映）- 飾演 野上良太郎 / 假面騎士電王（聲）
- 假面騎士x假面騎士x假面騎士超．電王3MOVIE- 飾演 野上良太郎 / 假面騎士電王（聲）
  - Episode Red- Zeronos（2010年5月、東映）
  - Episode Blue- New Den-O（2010年6月、東映）
  - Episode Yellow- Diend（2010年6月、東映）
- 忍者亂太郎- 飾演 斉藤タカ丸

### 電視動畫
2016年
- 夢幻慶典（及川慎）

2017年
- 夢幻慶典R（及川慎）

2018年
- 打工小哥（働くお兄さん!）（ロシ原クエ彦）

### 網路動畫
2017年
- 夢幻慶典R（及川慎）

## 外部連結
- 官方簡介 （页面存档备份，存于）